# Aeliini
Tribu
Aeliini est une tribu regroupant des insectes hémiptères hétéroptères (punaises) de la famille des Pentatomidae.

## Historique et dénomination
La tribu des Aeliini a été décrite par les entomologistes britanniques John William Douglas et John Scott en 1865 sous le nom de Aeliidae. En 1869, Puton donne à cette famille le rang taxonomique de tribu. Trois genres et 68 espèces sont inclut dans la tribu, mais le placement tribal du genre nord-africain Aeliopsis reste à clarifier, certains auteurs le considèrent comme apparenté à Gomphocranum de la tribu des Carpocorini.

## Taxinomie
Liste des genres
- Aelia Fabricius, 1803 (rencontré en Europe)
- Aeliopsis Bergevin, 1931
- Neottiglossa Kirby, 1837 (rencontré en Europe)